# Molen van Gotem
De Molen van Gotem was oorspronkelijk een watermolen op de Herkebeek. Ze is gelegen aan de Sint-Truidersteenweg 251.

## Geschiedenis
De molen werd reeds in 1367 vermeld, en was toen in bezit van Jan Bolle, die Heer was van Rijkel. Het was een dubbelmolen: er was een slagmolen en een beukmolen voor de bewerking van hennep. Ze was echter in 1875 al niet meer in gebruik en in 1883 werden beide molengebouwen heringericht: Als woonhuis respectievelijk bedrijfsruimte voor de landbouw.
In 1983 werden het molenhuis en de molenaarswoning afgebroken en nu werd het L-vormig dienstgebouw tot woonhuis omgebouwd. Dit is een vakwerkhuis met bakstenen opvulling. Het gebint en de muuropeningen aan de buitenzijde werden bewaard in de oorspronkelijke staat. Ook is er nog een bakhuis uit de eerste helft van de 19e eeuw.
Er werden ook enkele nieuwe gebouwen in traditionele vakwerkstijl opgericht. Het eventueel aanbrengen van een molenrad is onmogelijk omdat het waterpeil van de Herkebeek sterk is gedaald.
- Inventaris van het Bouwkundig Erfgoed (Vlaanderen): 31901